# Анијер ан Монтањ
Анијер ан Монтањ (фр. Asnières-en-Montagne) насеље је и општина у источном делу централне Француске у региону Бургоња, у департману Златна обала која припада префектури Монбар.
По подацима из 2011. године у општини је живело 187 становника, а густина насељености је износила 6,57 становника/km². Општина се простире на површини од 28,47 km². Налази се на средњој надморској висини од 288 метара (максималној 322 m, а минималној 203 m).

## Демографија
| 1962. | 1968. | 1975. | 1982. | 1990. | 1999. | 2011. |
| ----- | ----- | ----- | ----- | ----- | ----- | ----- |
| 191   | 214   | 175   | 185   | 180   | 187   | 187   |

График промене броја становника у току последњих година